# Saint-Nicolas-des-Bois (Orne)
Saint-Nicolas-des-Bois is een gemeente in het Franse departement Orne (regio Normandië) en telt 240 inwoners (1999). De plaats maakt deel uit van het arrondissement Alençon.

## Geografie
De oppervlakte van Saint-Nicolas-des-Bois bedraagt 24,1 km², de bevolkingsdichtheid is 10,0 inwoners per km².
De onderstaande kaart toont de ligging van Saint-Nicolas-des-Bois (Orne) met de belangrijkste infrastructuur en aangrenzende gemeenten.

## Demografie
Onderstaande figuur toont het verloop van het inwonertal (bron: INSEE-tellingen).